# Copa del Generalísimo 1952/53
Die Copa del Generalísimo 1952/53 war die 49. Austragung des spanischen Fußballpokalwettbewerbes, der heute unter dem Namen Copa del Rey stattfindet.
Der Wettbewerb startete am 1. Oktober 1952 und endete mit dem Finale am 21. Juni 1953 im Nuevo Estadio Chamartín in Madrid. Titelverteidiger des Pokalwettbewerbes war der CF Barcelona. Den Titel gewann zum dritten Mal in Folge der CF Barcelona durch einen 2:1-Erfolg im Finale gegen Atlético Bilbao.

## Erste Runde
Die Hinspiele wurden am 1. Oktober, die Rückspiele am 7. Dezember 1952 ausgetragen.
|                      | Gesamt |                           | Hinspiel | Rückspiel |
| -------------------- | ------ | ------------------------- | -------- | --------- |
| Caudal Deportivo     | 1:2    | Real Avilés               | 1:1      | 0:1       |
| Club Ferrol          | 3:1    | UD Salamanca              | 2:0      | 1:1       |
| FC Barakaldo         | 8:3    | Gimnástica de Torrelavega | 5:3      | 3:0       |
| CA Osasuna           | 5:9    | CD Alavés                 | 5:4      | 0:5       |
| UD Lérida            | 3:2    | Gimnástico de Tarragona   | 3:1      | 0:1       |
| SD España Industrial | 8:3    | CD San Andrés             | 3:0      | 5:3       |
| FC Burgos            | 4:2    | AD Plus Ultra             | 2:1      | 2:1       |
| RCD Mallorca         | 3:2    | CD Sabadell               | 3:1      | 0:1       |
| Hércules Alicante    | 4:1    | Orihuela Deportiva CF     | 3:1      | 1:0       |
| Real Jaén            | 4:3    | CD Mestalla               | 3:0      | 1:3       |
| Real Murcia          | 8:5    | CP Cacereño               | 3:2      | 5:3       |
| RCD Córdoba          | 4:5    | UD Las Palmas             | 3:2      | 1:3       |
| Atlético Tetuán      | 4:6    | UD Melilla                | 2:4      | 2:2       |
| Real Linense         | 3:2    | CD Atlético Baleares      | 3:0      | 0:2       |
| FC Granada           | 7:2    | CD Alcoyano               | 4:0      | 3:2       |

## Zweite Runde
Die Hinspiele wurden am 28. Dezember 1952, die Rückspiele am 19. März 1953 ausgetragen.
|                      | Gesamt |                      | Hinspiel | Rückspiel |
| -------------------- | ------ | -------------------- | -------- | --------- |
| Club Ferrol          | 4:6    | Real Avilés          | 3:1      | 1:5       |
| CD Alavés            | 2:2    | FC Burgos            | 1:0      | 1:2       |
| FC Barakaldo         | 4:3    | CD Logroñés          | 3:2      | 1:1       |
| UD Lérida            | 0:2    | SD España Industrial | 0:0      | 0:2       |
| UD Las Palmas        | 5:2    | RCD Mallorca         | 4:1      | 1:1       |
| SD España Industrial | 8:3    | CD San Andrés        | 3:0      | 5:3       |
| Real Murcia          | 2:1    | Hércules Alicante    | 2:0      | 0:1       |
| RCD Mallorca         | 3:2    | CD Sabadell          | 3:1      | 0:1       |
| UD Melilla           | 2:6    | Real Jaén            | 2:1      | 0:5       |
| FC Granada           | 7:3    | Real Linense         | 4:1      | 3:2       |

### Entscheidungsspiele
Die Spiele wurden am 26. und 27. März sowie am 9. April in San Sebastián ausgetragen.
|           | Ergebnis |           |
| --------- | -------- | --------- |
| CD Alavés | 2:2      | FC Burgos |
| CD Alavés | 2:2      | FC Burgos |
| CD Alavés | 3:0      | FC Burgos |

## Dritte Runde
Die Hinspiele wurden am 1. und 28. April, die Rückspiele am 10. Mai 1953 ausgetragen. Real Avilés und SD España Industrial traten nicht zum Rückspiel an, da die beiden Zweitligisten zum damaligen Zeitpunkt in der Relegationsrunde um den Aufstieg in die Primera División kämpften.
|              | Gesamt |                      | Hinspiel | Rückspiel |
| ------------ | ------ | -------------------- | -------- | --------- |
| CD Alavés    | 5:1    | Real Avilés          |          |           |
| FC Barakaldo | 6:0    | SD España Industrial |          |           |
| Real Jaén    | 3:7    | FC Granada           | 1:3      | 2:4       |
| Real Murcia  | 1:0    | UD Las Palmas        | 1:0      | 0:0       |

## Achtelfinale
Die Hinspiele wurden am 17. Mai, die Rückspiele am 24. Mai 1953 ausgetragen.
|               | Gesamt |                 | Hinspiel | Rückspiel |
| ------------- | ------ | --------------- | -------- | --------- |
| Real Sociedad | 4:3    | Real Valladolid | 3:1      | 1:2       |
| CD Alavés     | 2:9    | Atlético Bilbao | 2:4      | 0:5       |
| FC Barakaldo  | 6:4    | Real Oviedo     | 4:2      | 2:2       |
| Real Gijón    | 2:4    | RCD Español     | 1:0      | 1:4       |
| CF Barcelona  | 6:1    | FC Valencia     | 5:0      | 1:1       |
| FC Granada    | 2:7    | Real Santander  | 1:1      | 1:6       |
| Real Madrid   | 7:1    | Real Murcia     | 4:0      | 3:1       |
| FC Sevilla    | 3:5    | Atlético Madrid | 1:1      | 2:4       |

## Viertelfinale
Die Hinspiele wurden am 31. Mai, die Rückspiele am 4. Juni 1953 ausgetragen.
|                | Gesamt |                 | Hinspiel | Rückspiel |
| -------------- | ------ | --------------- | -------- | --------- |
| FC Barakaldo   | 2:7    | Atlético Bilbao | 1:1      | 1:6       |
| Real Santander | 1:3    | CF Barcelona    | 1:0      | 0:3       |
| Real Madrid    | 5:3    | Real Sociedad   | 4:0      | 1:3       |
| RCD Español    | 5:6    | Atlético Madrid | 3:1      | 2:5       |

## Halbfinale
Die Hinspiele wurden am 7. Juni, die Rückspiele am 14. Juni 1953 ausgetragen.
|              | Gesamt |                 | Hinspiel | Rückspiel |
| ------------ | ------ | --------------- | -------- | --------- |
| CF Barcelona | 9:3    | Atlético Madrid | 8:1      | 1:2       |
| Real Madrid  | 3:4    | Atlético Bilbao | 2:2      | 1:2       |

## Finale
| CF Barcelona                                      | CF Barcelona | Atlético Bilbao | Atlético Bilbao |
| ------------------------------------------------- | --- | --- | --------------- |
| CF Barcelona                                      | \| 21. Juni 1953 in Madrid (Nuevo Estadio Chamartín) \| \| Ergebnis: 2:1 (0:0) \| \| Zuschauer: 67.145 \| \| Schiedsrichter: Rafael García Fernández \|                                                                 | \| 21. Juni 1953 in Madrid (Nuevo Estadio Chamartín) \| \| Ergebnis: 2:1 (0:0) \| \| Zuschauer: 67.145 \| \| Schiedsrichter: Rafael García Fernández \|                                | Atlético Bilbao |
| CF Barcelona                                      | Antoni Ramallets – Josep Seguer, Gustau Biosca, Joan Segarra – Isidre Flotats, Gonzalvo III – Estanislao Basora, Andreu Bosch, László Kubala, Moreno, Eduardo Manchón Cheftrainer: Ferdinand Daučík ( Tschechoslowakei) | Carmelo Cedrún – José María Orúe, Serafín Areta, Jesús Garay – Manolín, Canito – Rafael Iriondo, Venancio Pérez, Zarra, José Luis Panizo , Agustín Gaínza Cheftrainer: Antonio Barrios | Atlético Bilbao |
| CF Barcelona                                      | 1:0 László Kubala (46.) 2:0 Eduardo Manchón (57.) | 2:1 Venancio Pérez (61.) | Atlético Bilbao |
| 21. Juni 1953 in Madrid (Nuevo Estadio Chamartín) | | |                 |
| Ergebnis: 2:1 (0:0)                               | | |                 |
| Zuschauer: 67.145                                 | | |                 |
| Schiedsrichter: Rafael García Fernández           | | |                 |